# Cabart
Pour les articles homonymes, voir Cabart (homonymie) et Thibouville (homonymie).
Cabart est une marque française d'instruments de musique à vent. En tant que marque indépendante, elle était déclinée sous les noms Thibouville-Cabart et Cabart à Paris. Le nom est racheté par le facteur F. Lorée en 1974 pour le donner à sa gamme de hautbois d'étude : Cabart 74 puis Cabart.
La marque est actuellement exploitée par la Société de Gourdon.

## Origines de la marque
La famille Thibouville est originaire de La Couture-Boussey (commune du département de l'Eure, en France). Dès le début du XIXe siècle, ses membres vont donner naissance à plus d'une vingtaine de marques d'instruments de musique à vent comportant le nom Thibouville .
Jean-Baptiste Thibouville, né le 4 mai 1832 à La Couture-Boussey, est l'héritier de la marque Thibouville-Hérouard (des noms de ses parents) créée en 1842. Il crée dans un premier temps deux entreprises à Paris qui ne dureront que peu de temps à cause des décès de ses associés.
En 1867, il épouse Rose Léonie Cabart, fille de Jean Louis Michel Cabart, propriétaire et fabricant de peignes à Ezy-sur-Eure (commune du département de l'Eure, en France). En 1869, il crée ainsi à Ezy-sur-Eure la manufacture Thibouville-Cabart.

## La vie de la manufacture de 1869 à 1977
- 1878 : Participation à l'Exposition universelle de Paris (catégorie instruments à vent - médaille de bronze).
- 1889 : Participation à l'Exposition universelle de Paris (catégorie instruments à vent - médaille d'argent).
- années 1880-1890 : Louis Bas (1863-1944, 1er hautbois solo à l'opéra et à la société des concerts et gendre de J.-B. Thibouville), est chargé du magasin de Paris. Il fait des recherches pour améliorer les hautbois et les bassons.

C'est à partir de ces années que le nom Cabart à Paris est employé pour les instruments de qualité supérieure, les autres instruments sont estampillés Thibouville-Cabart à Paris.
- 1897 : Décès de Jean-Baptiste Thibouville, son épouse prend la tête de la manufacture.

Dans la décennie suivante, Paul Thiberville (1874-1949), l'autre gendre, prend peu à peu la direction de l'entreprise.
- 1948 : L’entreprise est rachetée par André Lhéridat et Marcel Lefèvre.
- 1971-1977 : Liquidation de l'entreprise. 1974 Rachat du nom Cabart par Lorée pour sa gamme de hautbois d'étude Qui baptise ses instruments d'étude "CABART 74".
- le 14 janvier 1983, la marque Cabart à Paris est déposée à l'INPI sous le numéro 1224445 par Alain de Gourdon[5]. et le 14 février 2002, la marque est concédée à la Société de Gourdon.

## Instruments fabriqués
Principalement hautbois, mais aussi bassons (bassons allemands à partir des années 1940), clarinettes, flûtes, saxophones et cor anglais.

## Adresses
- A Ezy-sur-Eure : en 1877, achat de bâtiments « Rue Grande » (actuellement Place Félix Hulin). Installation d'une machine à vapeur vers 1880.

De 1948 à 1950, importants travaux d'agrandissement, toutes les étapes de la fabrication s'y déroulant dorénavant.
- A Paris : 35 rue Notre-Dame-de-Nazareth (attestée en 1867, 1878), 15 boulevard Saint-Martin (1896), 22 rue Meslay (1901), 11 rue de Castellane (1905) et 34 rue laborde (1909, 1913). Il n'y a plus d'adresse à Paris sur les documents postérieurs (1928, etc.).